# ヒドラメチルノン
ヒドラメチルノン（英 Hydramethylnon）は有機フッ素化合物の一種。コンバットやアリの巣コロリなどの毒餌式殺虫剤に配合され、ゴキブリやアリの駆除に使用される。昆虫のミトコンドリアにおける電子伝達系に作用し、エネルギー代謝を阻害することで効果が生じる。同剤を直接摂取した虫だけでなく、同剤を摂取した虫の糞や死骸を食べた虫に対しても殺虫効果が現れることから、「一度で二度効く」のキャッチコピーで宣伝されている（ドミノ効果）。

## 毒性
経口投与試験での半数致死量は、ラットで1,100 - 1,300mg/kg、イヌで28,000mg/kg以上とほ乳類に対する毒性は低い。魚毒性があり、96時間の半数致死濃度はニジマスで0.16mg/l、ナマズで0.10mg/l、ブルーギルで1.70mg/lである。